# Florian Fesl

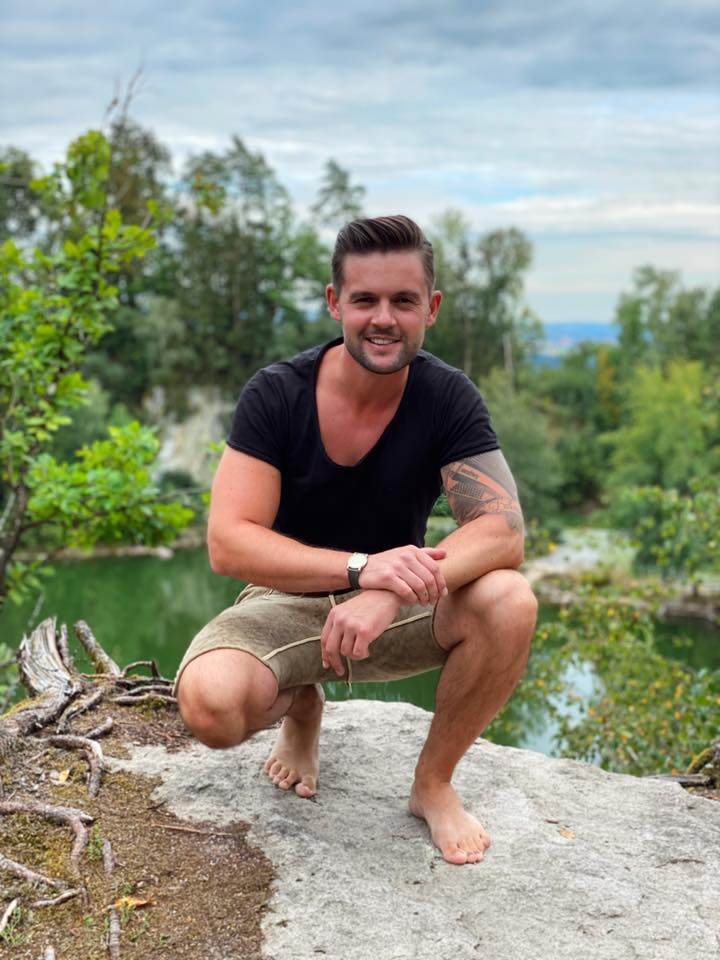
Florian Fesl 2020

Florian Fesl (* 1. August 1988 in Freyung) ist ein deutscher Schlagersänger, volkstümlicher Sänger und Harmonikaspieler.

## Karriere
Seit 2006 absolvierte Florian Fesl zahlreiche Auftritte auf heimischen und internationalen Showbühnen. Fesl ist seitdem gern gesehener Gast in großen Musikshows, darunter Musikantenstadl, der Grand Prix der Volksmusik, Immer wieder Sonntags (ARD) Wenn die Musi spielt (ORF) oder Melodien der Berge (ARD). 2010 gewann er mit dem Titel I hab di gern zusammen mit seiner damaligen Partnerin Belsy (aus Südtirol) den Grand Prix der Volksmusik. Im selben Jahr veröffentlichten die beiden ein gemeinsames Album unter demselben Titel, das auch in den Charts sehr erfolgreich war und Goldstatus erreichte. Kurz davor wurde bekannt, dass Belsy und Florian Fesl auch privat ein Paar waren. 
Belsy & Florian zählten zu den erfolgreichsten Interpreten im Bereich volkstümlicher Schlager. Im Mai 2014 kündigte Belsy während eines Tournee-Konzertes erstmals an, dass sie zum Ende des Jahres ihre Gesangskarriere beenden wird. Beide gaben zudem bekannt, auch privat getrennte Wege zu gehen.
Im Herbst 2014 startete Florian Fesl mit So eine geile Welt sein Comeback als Solist. Im März 2015 trat er mit seinem neuen Lied „Morgenrot“ in der Eurovisions-Sendung „Musikantenstadl“, moderiert von Andy Borg, auf.
2016 nahm Fesl bei der 13. Staffel von Deutschland sucht den Superstar teil. Anfang 2017 veröffentlichte er dann seine neue Single Made in Bavaria welche dem modernen Volks’Pop’Rock Genre zuzuordnen ist.
Pünktlich zum 20-jährigen Bühnenjubiläum im Jahr 2020 erschien mit Romeo die Single zum kommenden gleichnamigen Album. Das Album Romeo erschien im März 2021 bei Telamo. Darauf präsentiert der Sänger seinen neuen Sound: Moderner Schlager mit einem Hauch Heimatgefühl.

## Diskografie

### Alben
- 2001: Sturmfrei (mit Florian Fesl)
- 2006: Ich heiße Florian
- 2007: Frisch & Echt
- 2008: Sommer ohne Ende
- 2009: Lass uns wieder Freunde sein
- 2010: I hab di gern (mit Belsy)
- 2010: Weihnacht im Herzen (mit Belsy)
- 2011: Wie ein schöner Traum (mit Belsy)
- 2013: Wo die Liebe hinfällt (mit Belsy)
- 2021: Romeo
- 2021: Das Beste zum Jubiläum

### Singles
- 2008: Sommer ohne Ende
- 2009: 10 Meter geh’
- 2013: Bei uns in Bayern
- 2017: Made in Bavaria
- 2019: Ich will nur Liebe
- 2020: Weihnachtslichtermeer
- 2020: Letzte Weihnacht
- 2021: Antonia
- 2021: Expresso & Tschianti
- 2023: Nix Amore
- 2024: Geh Alte gib a Ruah
- 2024: Heidi